# Freifallsystem MC-3

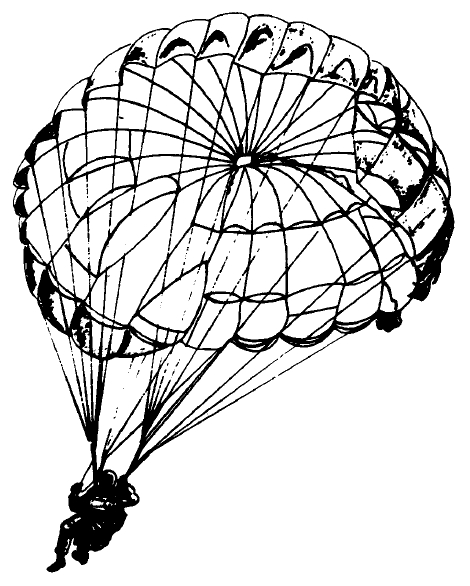
Springer mit MC-3-Fallschirm

Das Freifallsystem MC-3 der amerikanischen Streitkräfte wurde von Spezialeinheiten aller Teilstreitkräfte bis in die 1980er-Jahre hinein intensiv genutzt. Verwendet wurde es zur vertikalen Verbringung von kleinen Gruppen in feindlich kontrolliertes Gebiet im HALO-Verfahren und hatte den ersten Einsatz während des Vietnamkriegs. Das Freifallsystem umfasste neben dem Haupt- und Reservefallschirm auch die Sauerstoffversorgung, den Öffnungsautomat und das Gurtzeug. Der Hauptfallschirm basierte auf dem zivilen Para-Commander – der ersten Hochleistungsrundkappe aus den 1960er-Jahren.

## Geschichte
Bis Anfang der 1960er Jahre wurden vom Militär und von den ersten zivilen Sportspringern mit den im Prinzip unveränderten Rundkappenfallschirmen gesprungen, die schon 20 Jahre zuvor in den großen Luftlandeoperationen eingesetzt wurden. Allerdings suchte das Militär schon bald nach dem Zweiten Weltkrieg nach einer Möglichkeit, ihren Soldaten einen steuerbaren Fallschirm zu geben, in dem hinten und seitlich Felder und Bahnen aus der Fallschirmkappe ausgeschnitten wurden und Steuerleinen zu den seitlichen Schlitzen führten. Diese beim amerikanischen Militär als MC (Maneuverable Canopy – Manövrierbare Kappe) bezeichneten Fallschirme wurden nur in begrenztem Umfang eingeführt, weil sie für den Reihensprung aus geringer Höhe ungeeignet waren. Aus diesem Grund blieben die steuerbaren Schirme kleineren Einheiten mit besonderem Auftrag vorbehalten.
Zur gleichen Zeit entwickelte sich weltweit der Fallschirmsport zu einem wichtigen Faktor für die Fallschirmentwicklung. Freifallsprünge und Zielsprünge mit möglichst genauen Landungen wurden bisher nur mit selbst modifizierten Fallschirmen aus Militärbeständen durchgeführt. Im Jahr 1961 stellte der Franzose Pierre Lemoigne seine revolutionäre Entwicklung eines stark modifizierten Rundkappenschirms vor. Über ein Dutzend speziell geformte Öffnungen und Schlitze veränderten die Aerodynamik so stark, dass dieser Schirm sogar vom Boden aus in die Luft gezogen werden konnte – woraus später das Parasailing hervorging.
Auf diese Neuentwicklung aufmerksam geworden ist der amerikanische Fallschirmhersteller Pioneer Parachute Inc. aus Connecticut, der daraus einen Sprungfallschirm speziell für den zivilen Markt entwickelte. 1963 wurde dieser als Para-Commander bezeichnete Fallschirm erstmals der Öffentlichkeit vorgestellt. Mit einer fast verdoppelten Gleitzahl von 1:1, und sehr guten Steuerungs- und Landungseigenschaften, war er den bisher verwendeten Fallschirmen mit Abstand überlegen, woraufhin innerhalb weniger Jahre fast alle Sportspringer den Para-Commander nutzten. Bereits 1966 sprangen beispielsweise alle Teilnehmer der amerikanischen Landesmeisterschaften im Fallschirmspringen mit diesem Hochleistungsschirm.

## Para-Commander

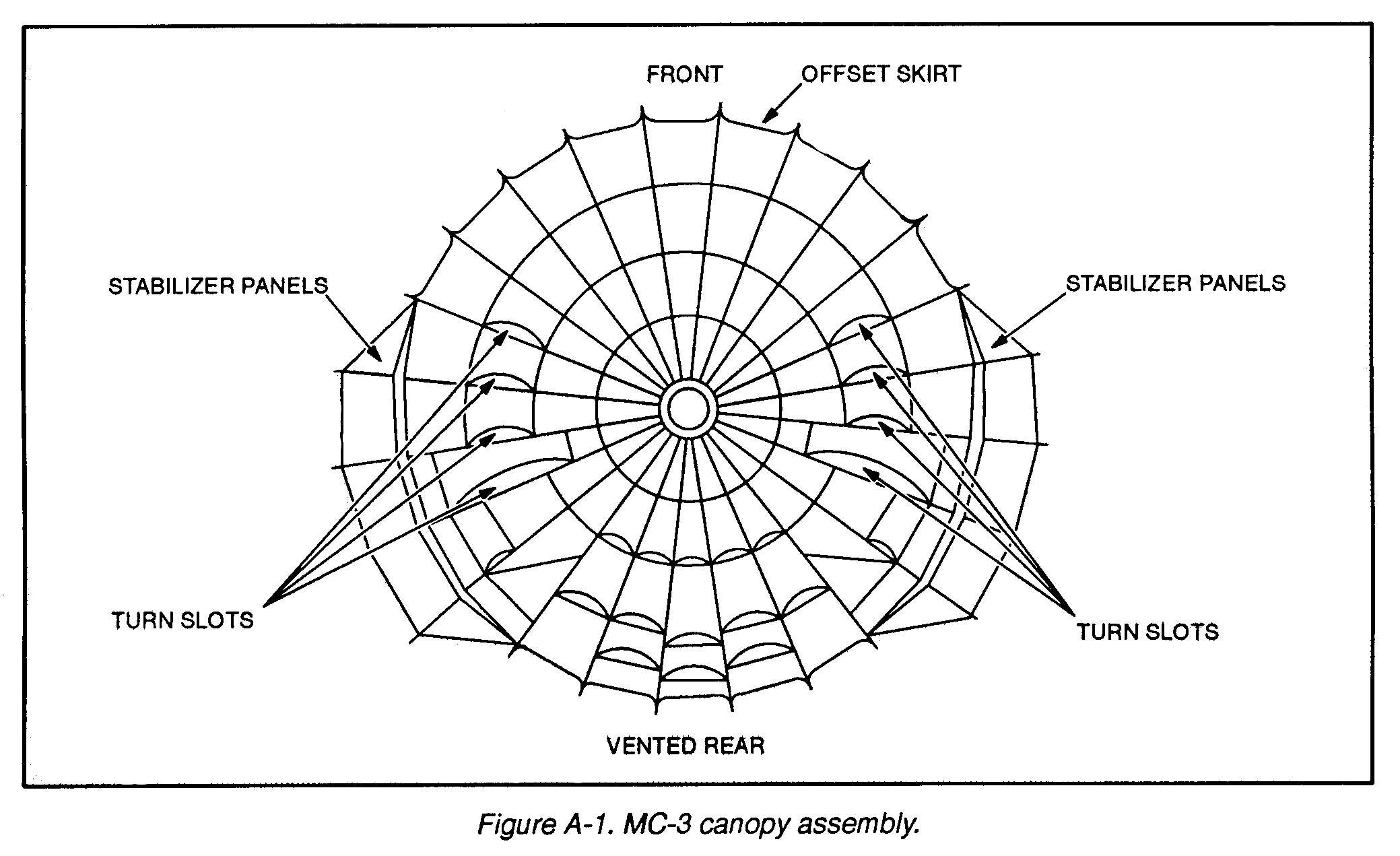
Kappe des Para-Commander Mark I

Über mehr als 10 Jahre hinweg produzierte Pioneer den Para-Commander mit verschiedenen Modifikationen für schwerere Springer oder speziell für Wettkämpfe. Diese Versionen wurden aber nicht annähernd in den Stückzahlen des Mark I produziert, der wegen seiner guten Steuerungseigenschaften und angenehmen Sinkrate nie an Beliebtheit einbüßte. Die im Durchmesser 7,3 m messende Kappe des Para-Commander Mark I bestand aus 24 Bahnen mit 24 Fangleinen. Der Scheitelpunkt der Fallschirmkappe war geschlossen und wurde durch eine zum Gurtzeug laufende zusätzliche Fangleine heruntergezogen. Diese als Apex-Down bezeichnete Konstruktion förderte ein volles Entfalten und stabilisierte die Form des Fallschirms. Zudem war der vordere Rand höher als die hintere Hälfte des Para-Commander, wodurch der Luftwiderstand bei der Vorwärtsfahrt vermindert werden konnte und die 17 hinteren Schlitze gleichmäßig angeströmt werden. Diese waren überlappend und so geformt, dass die entweichende Luft nicht hauptsächlich nach oben, sondern nach hinten weg strömte und so eine mehr nach vorne gerichtete Kraft auf den Fallschirm wirkte. Dadurch erreichte der Para-Commander mit einer bis dahin unerreichten Gleitzahl von 1:1 eine Vorwärtsgeschwindigkeit von maximal 21 km/h. Ebenso beeindruckend waren seine Steuerungsfähigkeiten. Pro Seite besaß die Kappe vier schmale, unterschiedlich große Steuerschlitze, die der Springer schließen konnte, indem er an den Steuerungsleinen zog und damit den Fallschirm drehte oder bremste.
Verglichen mit den Rundkappen jener Zeit hatte der Para-Commander durch die seitlichen Stabilisierer eine eher elliptische Grundform. Die pro Seite unter der eigentlichen Fallschirmkappe auf fünf Bahnen eingenähten Stabilisierer verminderten das Pendeln des Schirmes, insbesondere bei Steuerungsmanövern. Trotz des vergleichsweise geringen Durchmessers hatte der Para-Commander wegen seiner aerodynamischen Vorteile und der geringen Luftdurchlässigkeit des verwendeten Materials eine geringe Sinkrate, die abhängig von der Last bei circa 5 m/s lag. Ab dem Jahr 1977 wurde der Mark I aus leichterem und luftundurchlässigem Rip-Stop-Nylongewebe gefertigt, wodurch sich die Gleitzahl leicht erhöhte, die Sinkrate etwas verminderte und das Gewicht der Kappe von 7,3 kg auf 5,6 kg reduzierte.
Der Para-Commander wurde als Freifallschirm mit manueller Öffnung entwickelt. Es war aber auch die Integration eines Öffnungsautomaten möglich, der den Fallschirm bei Erreichen der eingestellten Höhe automatisch öffnete. Der Reserveschirm wurde auch bei den meisten zivilen Springern in Form einer nichtsteuerbaren Rundkappe weiterhin vor der Brust getragen. Nur wenige Springer nutzten einen sogenannten Piggyback mit dem der Reserveschirm unter dem Hauptschirm getragen wurde. Obwohl der Para-Commander bei fast allen Sportspringern schon seit vielen Jahren von den weit überlegenen Flächenfallschirmen verdrängt worden ist, springen ihn einige Enthusiasten bis zum heutigen Tag.

## Flugeigenschaften
Die vom Para-Commander erstmals gezeigten Flug- und Steuerungseigenschaften beruhen hauptsächlich auf den Steuerschlitzen an den Seiten. Anders als die bisher genutzten Öffnungen am Basisrand waren die Schlitze von vier nebeneinanderliegenden Bahnen ausgeschnitten. Durch einen zunehmenden Zug an den Steuerleinen konnte die Luftströmung aus den Schlitzen erst abgebremst und schließlich umgekehrt werden. Dadurch waren nicht nur schnellere Wendungen möglich, da an den gegenüberliegenden Seiten entgegengesetzte Kräfte wirkten, sondern der Fallschirm konnte auch gebremst werden, weil die Luftströmung an den Seiten den Vortrieb aus den hinteren Öffnungen der Kappe aufhob. Somit war es dem Springer möglich den Para-Commander in nur drei Sekunden zu drehen oder in seiner Vorwärtsbewegung bis hin zu einem Strömungsabriss abzubremsen, bei dem sich die Sinkgeschwindigkeit verdoppelte ohne instabil oder unkontrollierbar zu werden.
Um seinen Schirm sicher und im vollen möglichen Rahmen steuern zu können, musste der Springer fünf Flugzustände beherrschen. Diese reichten von voller Fahrt bis hin zum kontrollierten Strömungsabriss (englisch: Stall) und hatten jeweils einen eigenen Zweck beim Zielspringen.
Volle Fahrt: Bei dieser schnellstmöglichen Vorwärtsfahrt war kein Zug auf den Steuerleinen und wurde genutzt, wenn nur so der Landepunkt erreicht werden konnte. Der Para-Commander neigte dazu, sehr unruhig zu werden und pendelte bei Drehungen ziemlich stark.
Halbe Bremse: Dabei wurden die Steuerleinen circa auf Höhe des Kinns gezogen. Bei dieser kontrollierten Vorwärtsfahrt war der Fallschirm ruhig und wendete zügig aber trotzdem weich und war deshalb insbesondere beim Kappenformationsfliegen geeignet.
Volle Bremse: Mit den Steuerleinen auf Höhe des Brustkorbs sank der Fallschirm sehr stabil mit einem Gleitwinkel, der insbesondere für den Endanflug beim Zielspringen geeignet war.
Sinken: Zog der Springer die Steuerleinen etwas weiter herunter, dann sank der Para-Commander nur noch mit erhöhter Sinkgeschwindigkeit. Damit konnte schnell Höhe abgebaut werden. Um ein längeres Sinken beizubehalten, musste der Springer den Zug der Steuerleinen langsam etwas erhöhen.
Stall: Nur etwas unter der Sinkposition lag die Steuerleinenposition für den Strömungsabriss, der sich erst nach einigen Sekunden einstellte. Dabei ruckte der Fallschirm etwas nach hinten, bevor er mit erhöhter Geschwindigkeit weitersank. Ein geübter Springer konnte zwischen Stall und Sinken hin und her wechseln und so mit dem Schirm etwas rückwärtsfahren.
| Manöver      | Vorwärtsgeschwindigkeit | Sinkgeschwindigkeit | Gleitzahl |
| ------------ | ----------------------- | ------------------- | --------- |
| Volle Fahrt  | 4,5 m/s                 | 4,5 m/s             | 1:1       |
| Halbe Bremse | 2,7 m/s                 | 5,5 m/s             | 0,5:1     |
| Volle Bremse | 1 m/s                   | 6,4 m/s             | 0,15:1    |
| Sinken       | 0 m/s                   | 7,6 m/s             | 0         |
| Stall        | −0,6 m/s bis 0 m/s      | 7,6 m/s bis 9,1 m/s | 0         |

Die Tabelle zeigt die Flugzustände und -geschwindigkeiten bei Windstille in zusammengefasster Form. Selbst ein geübter Springer brauchte einige Flüge mit dem Para-Commander, bevor er ihn sicher steuern konnte und die Position für das Sinken und den Strömungsabriss kannte. Insbesondere kurz nach der Einführung des Para-Commander unterschätzten viele die neue Dynamik, was zu vielen harten Landungen führte.
Wegen der unsymmetrischen Form und der größeren Anzahl an Leinen und Öffnungen war der Para-Commander etwas anfälliger für Fehlöffnungen als ein „normaler“ Rundkappenschirm. Zwar konnten die meisten mit einem kräftigen Zug an den Steuerleinen vom Springer schnell behoben werden, aber der Fallschirm fing wegen des eingebauten Vortriebs bei nicht richtig geöffneter Kappe oft an, schnell zu kreisen. Weil eine Öffnung des Reservefallschirms in so einer Situation meist mit dessen Verwicklung in den Hauptschirm endete, musste die Hauptkappe zuerst getrennt werden. Für dieses bei Fallschirmspringern neue Notverfahren wurden die Kappentrennschlösser an den beiden Haupttragegurten genutzt.

## Militärische Nutzung

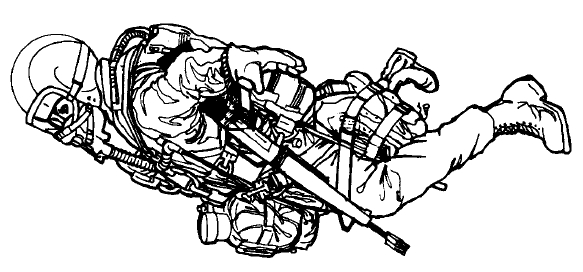
Freifallspringer mit MC-3, Gepäck und Waffe

Nachdem der Para-Commander Mark I innerhalb weniger Jahre das vorherrschende Fallschirmmodell bei amerikanischen Sportspringern geworden war, interessierte sich auch das US-Militär für diesen Schirm. Seine Flugeigenschaften machten ihn besonders für Spezialeinheiten interessant, die in der amerikanischen Armee seit 1957 Erfahrungen im militärischen Freifallspringen besaßen. Bisher nutzten sie dafür die Militärfallschirme der MC1-1-Reihe, die lediglich eine Gleitzahl von 0,7:1 hatten. Dagegen machte der Para-Commander mit seiner überlegenen Gleitzahl und Zielflugeigenschaften es den Springern leichter, in einer geschlossenen Gruppe die Landezone zu erreichen. Bevor das Militär die ersten offiziellen Versuche mit dem Para-Commander durchführte, hatten ihn bereits einige Freifallspringer vom Air Force Academy (USAFA) Parachute Club beschafft und sprangen damit aus Flugzeugen und Hubschraubern der Air Force. Eine ähnliche Entwicklung geschah auch in Deutschland, Großbritannien, Kanada und bei der U.S. Army, wo militärische Demonstrationsgruppen mit diesem Fallschirm bei Wettkämpfen oder vor Publikum sprangen.
Im Jahr 1966 testete dann die U.S. Air Force den Para-Commander Mark I für eine mögliche militärische Nutzung. Dabei wurden aus verschiedenen Flugzeugen und Hubschraubern 246 Puppenabwürfe und Testsprünge durchgeführt und die Eignung des Fallschirms für gut ausgebildete Freifallspringer nachgewiesen. Damit begann die Integration des Para-Commander in das militärische Freifallsystem MC-3 der amerikanischen Streitkräfte. Die U.S. Air Force waren die ersten, die den Para-Commander für die Combat Control Teams (CCT) einführten. In den 1970er-Jahren übernahm auch die U.S. Army und Navy für ihre Freifallspringer der Spezialkräfte den Para-Commander.
Den ersten Gefechtseinsatz mit zivil beschafften Para-Commandern wurde von der U.S. Army während des Vietnamkriegs 1971 durchgeführt. Nach drei vorausgegangenen HALO-Einsätzen mit durchwachsenem Erfolg sprangen die Soldaten im September erstmals mit dem Para-Commander. Dieser Freifalleinsatz erfolgte bei Nacht im feindlichen Gebiet und es gelang der kleinen Gruppe, ohne Verletzungen geschlossen zu landen, ihren Aufklärungsauftrag durchzuführen und zur Basis zurückzukehren.
Die Ausbildung im Fallschirmspringen mit dem MC-3-System auf Basis des Para-Commander erfolgte damals abhängig von der Teilstreitkraft an verschiedenen Standorten. Bei der U.S. Army wurde der letzte Freifalllehrgang mit dem MC-3 im Jahr 1986 durchgeführt. Danach wurde die Ausbildung auf die Flächenfallschirme der MT-1-Serie umgestellt, die aufgrund ihrer Konstruktion deutlich bessere Flugeigenschaften besaßen. Trotzdem blieb der MC-3-Fallschirm noch bis in die 1990er-Jahre hinein bei einigen Einheiten der Nationalgarde und der Reserveeinheiten im Gebrauch, wo noch keine Umschulung auf die neue Fallschirmgeneration stattgefunden hatte.

## Freifallsystem MC-3

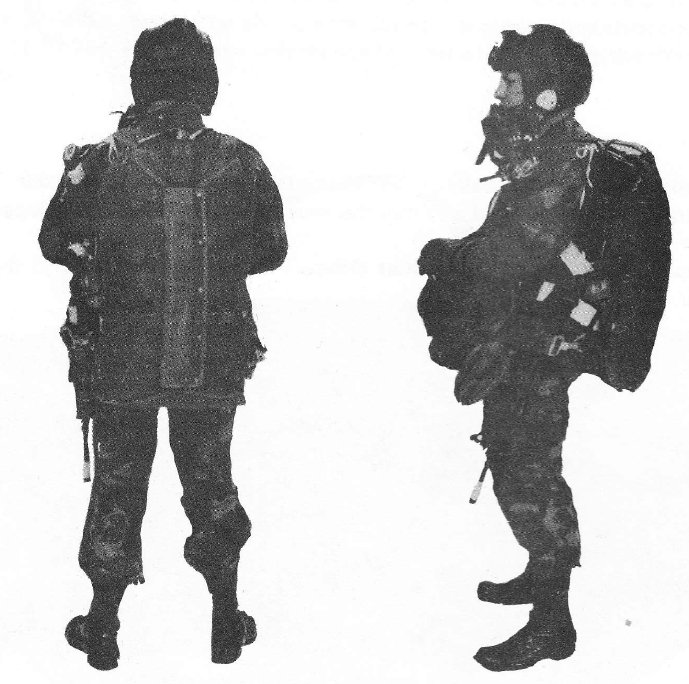
Springer mit komplettem Freifallsystem MC-3

Das vollständige Freifallsystem MC-3 umfasste die Hauptbaugruppen:
- Hauptfallschirm mit Packschlauch (innere Verpackung)
- Reserveschirm
- Helm mit Maske und Sauerstoffsystem
- Gurtzeug mit Container (äußere Verpackung)

Der Hauptfallschirm bestand aus der Fallschirmkappe mit Packschlauch und (Öffnungs-)Hilfsschirm, dem Container, dem Gurtzeug mit Öffnungsgriff und dem Öffnungsautomat. Die Fallschirmkappe entsprach in der Größe, dem Material und den Flugeigenschaften dem Para-Commander Mark I. Für die militärische Nutzung wurde das Material lediglich in einem Tarnmuster oder dunklen Farbton ausgeliefert.
Der Container war am Gurtzeug befestigt, in dem sich die Hauptkappe mit dem Packschlauch und dem federgespannten Hilfsschirm befand. Dieser wurde freigegeben, sobald der Springer am Griff zog, der sich vorne rechts am Gurtzeug auf Brusthöhe befand, und die drei oder vier Verschlussstifte die Packhüllenklappen freigaben. Mehrere Spanngummis außen am Verpackungssack zogen die Verschlussklappen daraufhin zurück, um das freie Entfalten des Fallschirms zu unterstützen. Während bei den zivilen Versionen die Hauptkappe auch in einem Kurzpackschlauch oder einem P.O.D. verpackt werden konnte, wurden alle militärischen Para-Commander mit einem Packschlauch ausgeliefert, an dem der Hilfsschirm befestigt war. Der Hilfsschirm streckte den Packschlauch, um dann die Fangleinen aus den Packgummis auszuschlaufen, bevor sich die Fallschirmkappe aus dem Packschlauch gezogen wurde und sich voll entfaltete.

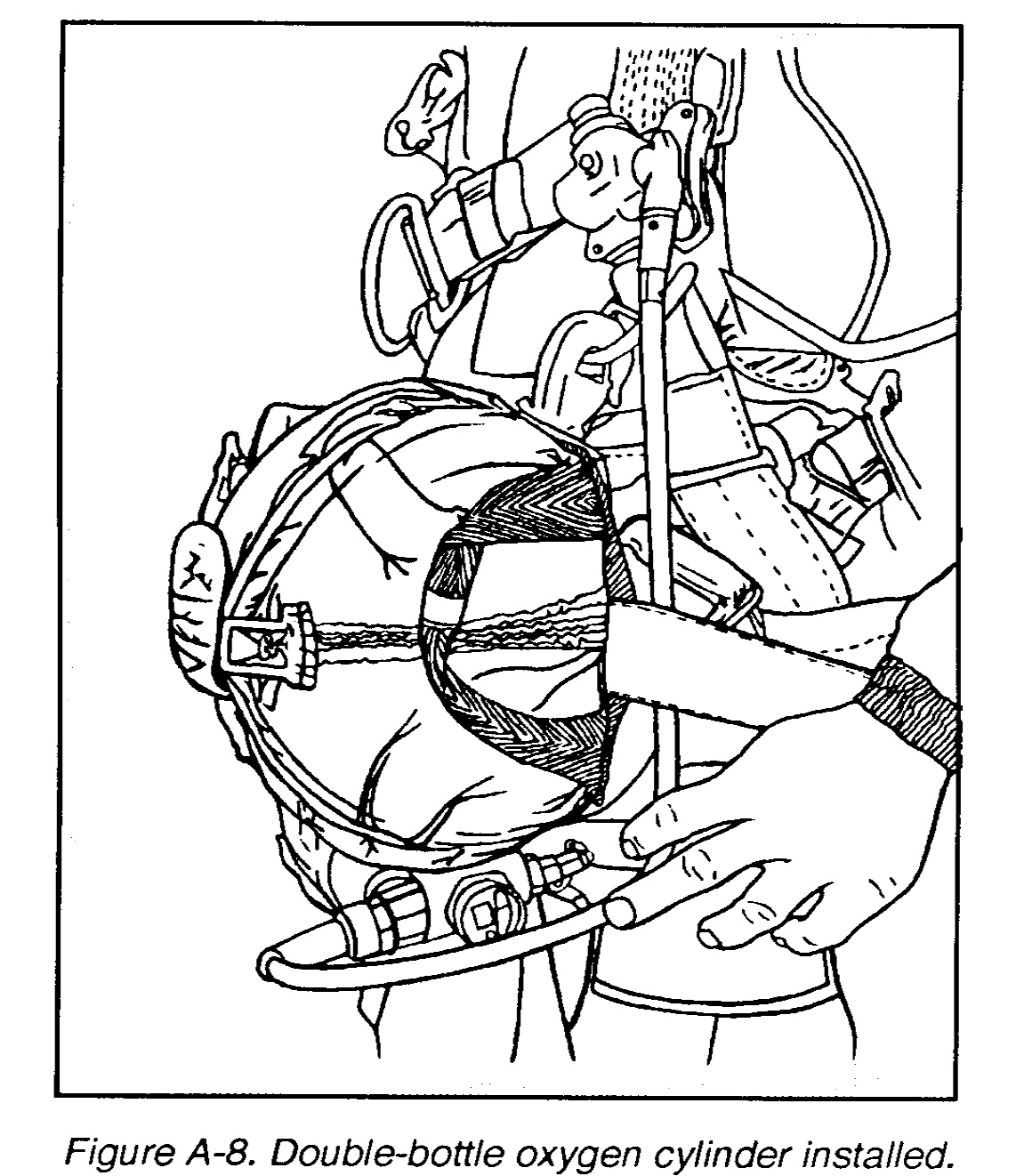
Sauerstoffversorgung und Reserveschirm

Zwei Beingurte und ein Brustgurt, die jeweils mit einem Schnellverschluss befestigt wurden, hielten den Springer in dem an 3 Punkten einstellbaren Gurtzeug. Für die Befestigung des Reserveschirms waren zwei D-Ringe auf Brusthöhe vorgesehen. Am Sitzgurt befanden sich zwei weitere Befestigungsgurte, an denen bei einem Gepäcksprung die Ablassleine befestigt wurde. Für den Öffnungsautomat war eine Tasche am linken unteren Rückengurt vorgesehen, von der ein Kabelschlauch zur Packhülle lief. Zudem konnte der Springer seine Sauerstoffmaske über ein Verbindungsstück links über dem Brustgurt mit der Sauerstoffversorgung vom Flugzeug oder mit der eigenen Sauerstoffflasche verbinden.
Die Sauerstoffversorgung für Höhensprünge über 4000 m wurde über maximal 15 Minuten aus zwei kleinen Sauerstoffflaschen mit Ausschalter und Druckanzeige sichergestellt. Die Sauerstoffflaschen wurden in einer Tasche unter dem Reserveschirm getragen. Über das Verbindungsstück strömte der Sauerstoff in die Maske, die mit zwei Bajonettverschlüssen mit dem ebenfalls als MC-3 bezeichneten Helm verbunden war und auch ein Mikrophon für den Absetzer aufnehmen konnte.
Oben auf dem Reserveschirm war ein kleines Instrumentenbrett mit integriertem Höhenmesser befestigt. Über die Jahre wurden verschiedene Typen genutzt. Ihnen gemeinsam war eine mit Rotlicht beleuchtete Anzeige, die über einen Schalter an- und ausgestellt werden konnte. Später wurden auch die praktischeren Höhenmesser für das Handgelenk ausgegeben. Als Absicherung besitzt das MC-3-System einen Öffnungsautomat, falls der Springer es versäumt hat oder nicht in der Lage war, den Hauptschirm rechtzeitig zu öffnen. Vor dem Sprung stellt der Springer die Mindestöffnungshöhe über der Landezone als Luftdruckwert in Millibar oder eine Zeitverzögerung nach Absprung ein. Der als FF-2 bezeichnete Öffnungsautomat zieht im Ernstfall über die eingebaute Feder die Verschlussstifte aus der Packhülle des Hauptschirms.
Der Öffnungsvorgang dauerte normalerweise 2,5 Sekunden und bescherte dem Springer einen relativ starken Öffnungsstoß, der umso größer wurde, je mehr Ausrüstung der Soldat trug. Einschließlich Gurtzeug durften maximal 160 kg unter dem MC-3-Fallschirm hängen. Seine Ausrüstung führte der Soldat unter dem Hauptschirm in einem Rucksack mit, der vor der Landung an einem Seil herabgelassen wurde. Seine Handfeuerwaffe wurde separat an der Körperseite befestigt.

## Technische Daten
| Kenngröße                           |             |
| ----------------------------------- | ----------- |
| Kappendurchmesser                   | 7,3 m       |
| Fangleinenlänge                     | 6,4 – 6,8 m |
| Zugfestigkeit je Fangleine          | 250 kg      |
| Sinkgeschwindigkeit bei 86 kg Last  | 4,7 m/s     |
| Sinkgeschwindigkeit bei 113 kg Last | 5,4 m/s     |
| Max Vorwärtsgeschwindigkeit         | 21 km/h     |
| Gleitzahl                           | 1:1         |
| Drehgeschwindigkeit (360°)          | 3 s         |
| Gewicht der Fallschirmkappe         | 7,2 kg      |